# Паласиос, Джерри
Дже́рри Не́льсон Пала́сиос Суа́со (англ. и исп. Jerry Nelson Palacios Suazo; род. 13 мая 1982, Ла-Сейба, Гондурас) — гондурасский футболист, играет на позиции нападающего в клубе чемпионата Белиза «Бельмопан Бандитс».

## Карьера

### Клубная
Паласиос начал карьеру в 2001 году в клубе «Олимпия» из Тегусигальпы.
В январе 2010 года подписал контракт с китайским клубом «Ханчжоу Гринтаун», выступающим в чемпионате Китая.
После окончания китайского сезона он вернулся в «Марафон» на Клаусуру 2012 года. В июле 2012 года он присоединился к «Платенсе» на Апертуру 2012 года, и в декабре 2012 года он снова уехал за границу, чтобы играть в Коста-Рике за «Алахуэленсе».

### В сборной
На проводившемся чемпионате мира 2010 года в Южно-Африканской Республике, сборная Гондураса впервые вошла в историю чемпионатов мира, имея в своём составе троих братьев — Джерри, Джонни и Уилсона. На чемпионат мира 2010 года Джерри Паласиос попал из-за травмы Хулио Сесара де Леона.

## Личная жизнь
В конце октября 2007 года стало известно, что брат Джерри — 15-летний Эдвин, был похищен из своего дома в Ла-Сейбе, где проживал с родителями.